# Michael Persinger
Michael A. Persinger (Jacksonville, Florida; 26 de junio de 1945-Sudbury, Ontario; 14 de agosto de 2018) fue un neurólogo cognitivo, profesor universitario e investigador estadounidense.

## Biografía
Pasó la mayor parte de su infancia en Virginia, Maryland y Wisconsin. Estudió en el College Carroll de 1963 a 1964 y obtuvo la licenciatura en la Universidad de Wisconsin-Madison en 1967. Su maestría en psicología la obtuvo en la Universidad de Tennessee y se doctoró en 1971 en la Universidad de Manitoba. Desde ese año trabajó en la Universidad Laurenciana de Sudbury, Ontario.
La mayoría de sus trabajos intentan integrar disciplinas diversas para explicar fenómenos aún incomprensibles. Para ello organizó el Programa de Neurociencias de la Conducta en la Universidad Laurenciana de Sudbury, Ontario, uno de los primeros en asociar materias como química, biología y psicología. Esta metodología fue particularmente fructífera al alumbrar teorías en campos como la parapsicología, neuroteología y la tectónica de placas.

## Teorías
Diseñó experimentos para reproducir en laboratorio percepción extrasensorial y visión remota mediante la descarga de corrientes electromagnéticas en ocho frecuencias distintas en zonas concretas del cerebro y publicó sus resultados. También evaluó el método de Ingo Swann. En 2010, Persinger y otros publicaron sus trabajos con el médium clarividente "a ciegas" Sean Harribance midiendo su encefalograma en el lóbulo temporal, demostrando que la dinámica normal del córtex cerebral asociada a la intuición y cambios energéticos en el entorno podían explicar experiencias mediúmnicas atribuidas a procedencias más aberrantes.
Durante los años ochenta estimuló artificialmente los lóbulos temporales de individuos mediante un campo electromagnético para comprobar si era posible inducir el estado de experiencia religiosa o mística. Pensaba que un campo magnético podría producir la impresión de una "percepción de presencia etérea" en el interior de una habitación. El único artículo publicado para verificar estos experimentos, por parte de un grupo de investigadores suecos que intentaron imitar la experiencia, no llegó a reproducir los efectos deseados y llegó a la conclusión de que la experiencia era estadísticamente correlativa a la sugestibilidad y características de las personas implicadas. En respuesta, Persinger publicó otros dos escritos. El primero daba razones que explicaban por qué los investigadores suecos no llegaron a reproducir idénticos resultados; la razón principal era que se trataba de un error de programación de ordenador. El segundo artículo, aparecido en el International Journal of Neuroscience, publicado en refutación de diecinueve de los análisis efectuados por el grupo de investigadores suecos, concluía que era la configuración magnética y no la sugestibilidad de los sujetos la responsable de la percepción de una presencia etérea en el interior de un espacio cerrado. La gran cobertura mediática de la polémica incluyó la visita de Susan Blackmore y Richard Dawkins al laboratorio canadiense, los cuales informaron independientemente de la veracidad de los resultados por la primera y la falsedad de los mismos por el segundo. Dawkins refirió haber notado una variedad de pequeños efectos (relajación, sensaciones internas, etc.), mientras que Blackmore refirió "una de las experiencias más extraordinarias" que jamás había vivido.
Michael Persinger investigó también el milagro del sol de Fátima (con dos publicaciones) y otras apariciones presuntamente extraterrestres, y sugirió que la estimulación del lóbulo temporal del cerebro podía explicar ambos fenómenos. Asimismo indica que la explicación religiosa de tales fenómenos no es científica y se da a posteriori. Es el resultado de obsesiones de personas religiosas e incluso de la falta de instrucción de ciertos testigos.
Persinger atrajo la atención del público en 1975 con su Teoría de la tensión tectónica o Tectonic Strain Theory (TST), según la cual las variables geofísicas pueden tener correlación estadística con observaciones de objetos volantes no identificados (OVNI). Según él, tensiones en el interior de la corteza terrestre cerca de fallas sísmicas producen intensos campos electromagnéticos y fenómenos luminosos que han sido interpretados como objetos voladores no identificados brillantes. Propone, también, que estos campos electromagnéticos pueden generar alucinaciones en el lóbulo temporal construidas sobre estereotipos de imágenes formados por la cultura popular, como ingenios, seres y criaturas extraterrestres o comunicaciones con los mismos. En el Reino Unido, Paul Devereux abunda en ello al indicar una variante geofísica parecida en la Teoría de la Tensión Tectónica, la Teoría de las luces terrestres (Earthlights Theory). Sin embargo, contrariamente a Persinger, Devereaux restringe los efectos de este fenómeno al entorno inmediato a las fallas sísmicas. Devereaux diverge igualmente de Persinger al considerar la triboluminiscencia (propiedad de los cuerpos que se vuelven luminosos por fricción o a consecuencia de un choque) como explicación más probable que la piezoelectricidad para explicar la aparición de ovnis y no cree que las fallas puedan provocar alucinaciones.